# Köniz
Köniz est une commune suisse du canton de Berne, située dans l'arrondissement administratif de Berne-Mittelland. La commune compte 42 409 habitants (31 décembre 2022).
Malgré le nombre élevé d'habitants, la municipalité conserve dans une certaine mesure un caractère villageois, car les habitants sont répartis dans de nombreux villages. La superficie de la municipalité est de 51,01 km2.

## Géographie

### Situation

Photo aérienne prise à 800 m par Walter Mittelholzer (1922).

Le territoire de Köniz s'étend sur 51,01 km2. Lors du relevé de 2013-2018, les surfaces d'habitations et d'infrastructures représentaient 19,2 % de sa superficie, les surfaces agricoles 49,5 %, les surfaces boisées 31,1 % et les surfaces improductives 0,4 %.
Köniz est située dans la banlieue bernoise, au sud de la ville-centre de Berne. Elle est, par sa population, une des plus grandes villes de Suisse et la plus grande commune située dans l'une des principales agglomérations suisses.
La commune de Köniz englobe une vingtaine de districts : Wabern, Spiegel, Liebefeld, Köniz, Ried, Niederwangen, Schliern, Schwanden, Moos, Herzwil, Oberwangen, Ulmiz, Schlatt, Gasel, Mengestorf, Liebewil, Hahlen, Oberscherli, Niederscherli, Oberried, Thörishaus, Mittelhäusern.

### Transports
- Lignes de S-Bahn (RER) S6 Berne – Köniz - Schwarzenburg et S3 Berne – Belp - Thoune, lignes de bus 10, 16, 17, 19, 27, 29 et 334 ainsi que tram ligne 9 du réseau Bernmobil.
- Autoroute A12 (Vevey-Fribourg-Berne)  12 (Köniz)
- Funiculaire du Gurten, rénové en 1999

## Population et société

### Démographie

#### Évolution de la population
Köniz compte 42 409 habitants au 31 décembre 2022 pour une densité de population de 831 hab/km2. Sur la période 2010-2019, sa population a augmenté de 8,3 % (canton : 6,1 % ; Suisse : 9,4 %).  

#### Pyramide des âges
En 2020, le taux de personnes de moins de 30 ans s'élève à 31,4 %, au-dessus de la valeur cantonale (30,3 %). Le taux de personnes de plus de 60 ans est quant à lui de 26,5 %, alors qu'il est de 27,9 % au niveau cantonal.
La même année, la commune compte 20 422 hommes pour 21 966 femmes, soit un taux de 48,2 % d'hommes, inférieur à celui du canton (49,1 %).
| Hommes | Classe d’âge | Femmes |
| ------ | ------------ | ------ |
| 0,7    | 90 ans ou +  | 1,6    |
| 7,9    | 75 à 89 ans  | 10,4   |
| 15,8   | 60 à 74 ans  | 16,6   |
| 20,4   | 45 à 59 ans  | 20,2   |
| 22,3   | 30 à 44 ans  | 21,4   |
| 16,8   | 15 à 29 ans  | 15,6   |
| 16,1   | - de 14 ans  | 14,3   |

| Hommes | Classe d’âge | Femmes |
| ------ | ------------ | ------ |
| 0,7    | 90 ans ou +  | 1,6    |
| 8,0    | 75 à 89 ans  | 10,4   |
| 17,3   | 60 à 74 ans  | 17,8   |
| 22,0   | 45 à 59 ans  | 21,3   |
| 20,6   | 30 à 44 ans  | 19,9   |
| 16,4   | 15 à 29 ans  | 15,3   |
| 15,1   | - de 14 ans  | 13,8   |

### Sports et loisirs
L'offre de loisirs et d'activités sportives de la commune de Köniz est très variée : nature relaxante, sentiers de randonnée et de vélo, grande piscine, aires de pique-nique, vie associative active. Et avec le volley-ball et le floorball Köniz, la communauté joue au sommet[pas clair].
- Volley Köniz, club de volley-ball
- Floorball Köniz[6], club de unihockey
- FC Köniz, club de foot

## Économie
- Swisscom, siège de Swisscom Mobile
- Adval Tech, formage de métaux et de matières synthétiques
- Haag-Streit, instruments ophtalmologiques
- METAS, Office fédéral de métrologie Site de l’Office

## Culture et patrimoine

### Héraldique
| Blason | Blasonnement : D'argent à la croix de sable |

### Monuments et curiosités
- Église réformée Saints-Pierre-et-Paul (selon la légende, don de la Reine Berthe et de Rodolphe II de Bourgogne)
- Château (ancienne commanderie de l'Ordre Teutonique)
- Morillongut, propriété de campagne néo-classique
- Ferme Burren à Mengestorf
- Village de Herzwil (huit fermes et leurs annexes)

### Manifestations
- Festival du Gurten

### Personnalités
- Antoine Rodolphe de Diesbach, bailli
- Simonetta Sommaruga, conseillère fédérale. Elle siège à l'exécutif de la commune de Köniz entre janvier 1998 et décembre 2005[8]
- Thomas Wegmüller, ex-coureur cycliste professionnel
- Stefan Tschannen, joueur de hockey sur glace
- Otto Rudolf Salvisberg (1882–1940), architecte
- Werner Schwarz (de) (1918–1994), artiste
- Linda Geiser (de) (* 1935), actrice
- Fritz Nydegger (de) (* 1937), acteur et réalisateur
- Ueli Studer (de) (* 1953), homme politique (UDC)
- Thomas Staubli (de) (* 1962), théologien catholique
- Marco Streit (* 1975), gardien de but de hockey
- Marco Wölfli (* 1982), gardien de but de football
- Lukas Hartmann (* 1944), écrivain
- Kim Jong-un aurait d'après certaines sources[réf. nécessaire] étudié à Köniz